# ملعب سيدني لكرة القدم (2022)
ملعب سيدني لكرة القدم، المعروف تجاريًا باسم ملعب أليانز، هو ملعب كرة قدم في مور بارك، إحدى ضواحي سيدني، نيو ساوث ويلز، أستراليا. شيد كبديل لملعب سيدني الأصلي، وافتتح رسميًا في 28 أغسطس 2022. وهو أحد ملاعب كأس العالم للسيدات 2023،  وكأس العالم للرغبي 2027.

## مباريات كأس العالم للسيدات 2023
| تاريخ         | فريق # 1 | نتيجة | فريق # 2       | الجولة     | حضور   |
| ------------- | -------- | ----- | -------------- | ---------- | ------ |
| 23 يوليو 2023 | فرنسا    | 0 - 0 | جامايكا        | المجموعة و | 39,045 |
| 25 يوليو 2023 | كولومبيا | 0 - 2 | كوريا الجنوبية | المجموعة ح | 24,323 |
| 28 يوليو 2023 | إنجلترا  | 1 - 0 | الدنمارك       | المجموعة د | 40,439 |
| 30 يوليو 2023 | ألمانيا  | 1 - 2 | كولومبيا       | المجموعة ح | 40,499 |
| 2 أغسطس 2023  | بنما     | 3 - 6 | فرنسا          | المجموعة و | 40,498 |
| 6 أغسطس 2023  | هولندا   | 2 - 0 | جنوب إفريقيا   | دور الـ 16 | 40,233 |